# Fußball-Bezirksklasse Dresden-Bautzen 1939/40
Die Fußball-Bezirksklasse Dresden-Bautzen 1939/40 war die siebente Spielzeit der Fußball-Bezirksklasse Dresden-Bautzen im Sportgau Sachsen. Sie diente als eine von vier zweitklassigen Bezirksklassen als Unterbau der Gauliga Sachsen. Die Meister dieser vier Spielklassen qualifizierten sich für eine Aufstiegsrunde, in der zwei Aufsteiger zur Gauliga Sachsen ausgespielt wurden.
Mit Beginn des Zweiten Weltkrieges stockte zunächst der Spielbetrieb. Die Austragung einer eingleisigen Bezirksklasse wurde zunächst verschoben und später ganz abgesagt. Stattdessen fanden zahlreiche Gesellschaftsspiele und regionale Turniere statt. Mitte November 1939 startete dann der reguläre Spielbetrieb im Sportgau Sachsen, wobei im Bezirk Dresden erst am 3. Dezember 1939 die ersten Spiele der diesjährigen Bezirksklasse ausgetragen wurden. Auf Grund des verspäteten Saisonstarts wurde die Bezirksklasse in dieser Spielzeit in zwei Staffeln zu je sechs Teilnehmern im Rundenturnier mit Hin- und Rückspiel ausgetragen. Beide Staffelsieger trafen dann in zwei Finalspielen um die Bezirksmeisterschaft aufeinander. In diesen setzte sich der Riesaer SV mit zwei Siegen gegenüber den SC Heidenau durch und gewann damit zum insgesamt dritten Mal die Bezirksmeisterschaft. Dadurch qualifizierten sich die Riesaer für die Aufstiegsrunde zur Bereichsklasse Sachsen 1940/41, bei der die Mannschaft im Gegensatz zur letzten Saison den Aufstieg in der Erstklassigkeit erreichten. Da zur kommenden Saison das Teilnehmerfeld um zwei Plätze erweitert wurde, gab es in dieser Spielzeit keine Absteiger.

## Staffel 1
Kreuztabelle
Die Kreuztabelle stellt die Ergebnisse aller überlieferten Spiele dieser Saison dar. Die Heimmannschaft ist in der linken Spalte, die Gastmannschaft in der oberen Zeile aufgelistet.
| 1939/40                 | HEI   | SÜD | FRE   | STR | F04 | REI |
| ----------------------- | ----- | --- | ----- | --- | --- | --- |
| SC Heidenau             |       | 3:3 | 6:1   | 2:0 | 5:0 | 3:1 |
| SV Südwest Dresden      | 2:2   |     | 8:2   | 3:5 | 6:1 | 5:1 |
| Sportfreunde Freiberg   | 5:1 a | 3:2 |       | 6:2 | 2:1 | 5:0 |
| BSG Straßenbahn Dresden | 2:4   | 1:2 | 6:5 b |     | 2:2 | 2:0 |
| SC Freital 04           | 5:4   | 0:0 | 3:1   | 2:5 |     | 1:1 |
| VfL Reichsbahn Dresden  | 0:3   | 0:1 | 8:2   | 2:1 | 1:1 |     |

Abschlusstabelle
| Pl. | Verein                      | Sp. | S | U | N | Tore    | Quote | Punkte |
| --- | --------------------------- | --- | - | - | - | ------- | ----- | ------ |
| 1.  | SC Heidenau                 | 10  | 6 | 2 | 2 | 033:190 | 1,74  | 14:60  |
| 2.  | SV Südwest Dresden          | 10  | 5 | 3 | 2 | 032:180 | 1,78  | 13:70  |
| 3.  | Sportfreunde Freiberg       | 10  | 5 | 0 | 5 | 032:370 | 0,86  | 10:10  |
| 4.  | BSG Straßenbahn Dresden (N) | 10  | 4 | 1 | 5 | 026:280 | 0,93  | 09:11  |
| 5.  | SC Freital 04               | 10  | 2 | 4 | 4 | 016:270 | 0,59  | 08:12  |
| 6.  | VfL Reichsbahn Dresden      | 10  | 2 | 2 | 6 | 014:240 | 0,58  | 06:14  |

| (N) | Aufsteiger aus der 1. Kreisklasse |

## Staffel 2
Kreuztabelle
Die Kreuztabelle stellt die Ergebnisse aller überlieferten Spiele dieser Saison dar. Die Heimmannschaft ist in der linken Spalte, die Gastmannschaft in der oberen Zeile aufgelistet.
| 1939/40            | Riesaer SV | RAD | MEI  | Dresdensia Dresden | PIR  | 03D  |
| ------------------ | ---------- | --- | ---- | ------------------ | ---- | ---- |
| Riesaer SV         |            | 4:1 | 13:1 | 7:1                | 12:0 | 12:0 |
| Radebeuler BC      | 3:1        |     | 5:3  | 4:2                | 2:2  | 3:2  |
| Meißner SV 08      | 1:4        | 2:4 |      | 4:4                | 9:0  | 5:0  |
| Dresdensia Dresden | 2:2        | 0:4 | 3:6  |                    | 1:6  | 4:0  |
| TSV Pirna          | 1:7        | 1:5 | 4:2  | 2:2                |      | 3:3  |
| VfB 03 Dresden     | 0:3        | 2:4 | 1:1  | 2:5                | 1:0  |      |

Abschlusstabelle
| Pl. | Verein             | Sp. | S | U | N | Tore    | Quote | Punkte |
| --- | ------------------ | --- | - | - | - | ------- | ----- | ------ |
| 1.  | Riesaer SV         | 10  | 8 | 1 | 1 | 065:100 | 6,50  | 17:30  |
| 2.  | Radebeuler BC      | 10  | 8 | 1 | 1 | 035:190 | 1,84  | 17:30  |
| 3.  | Meißner SV 08 (N)  | 10  | 3 | 2 | 5 | 034:380 | 0,89  | 08:12  |
| 4.  | Dresdensia Dresden | 10  | 2 | 3 | 5 | 024:370 | 0,65  | 07:13  |
| 5.  | TSV Pirna (N)      | 10  | 2 | 3 | 5 | 019:440 | 0,43  | 07:13  |
| 6.  | VfB 03 Dresden     | 10  | 1 | 2 | 7 | 011:400 | 0,28  | 04:16  |

| (N) | Aufsteiger aus der 1. Kreisklasse |

## Finale Bezirksmeisterschaft
| Datum        |             | Ergebnis  |             |
| ------------ | ----------- | --------- | ----------- |
| 12. Mai 1940 | Riesaer SV  | 5:1 (3:1) | SC Heidenau |
| 26. Mai 1940 | SC Heidenau | 3:7 (1:4) | Riesaer SV  |
| Gesamt:      | Riesaer SV  | 12:40     | SC Heidenau |